# Salvator Rosa
Salvator Rosa (Arenella, Nápoles, 20 de junho ou 21 de julho de 1615 — Roma, 15 de março de 1673) foi um pintor, poeta, ator e músico italiano do período barroco. Atuou em Nápoles, Roma e Florença. Como pintor ficou especialmente conhecido por seu estilo "heterodoxo e extravagante", além de ser um "eterno rebelde" e um quase-romântico.

## Primeiros anos
Rosa nasceu em Arenella, à época na periferia de Nápoles, ou em 20 de junho ou 21 de julho de 1615. Sua mãe foi Giulia Greca Rosa, membra da família Greek da Sicília. Seu pai foi Vito Antonio de Rosa, um controlador de fazendas, que insistia com que seu filho se tornasse um advogado ou um padre, e o levou a entrar no convento dos Padres Somaschi. No entanto, Rosa preferia as artes e em segredo trabalhou com seu tio materno Paolo Grego para aprender pintura. Depois, foi tutelado por seu cunhado, Francesco Fracanzano, um estudante de Ribera, e depois por Aniello Falcone, um contemporâneo de Domenico Gargiulo, ou Ribera. Alguma fontes alegam que ele viveu com bandidos de estrada. Quando ele tinha dezessete anos, seu pai morreu; sua mãe ficou empobrecida com cinco filhos e Rosa viu-se sem apoio financeiro e o chefe da família, dependente dele.

## Vida adulta

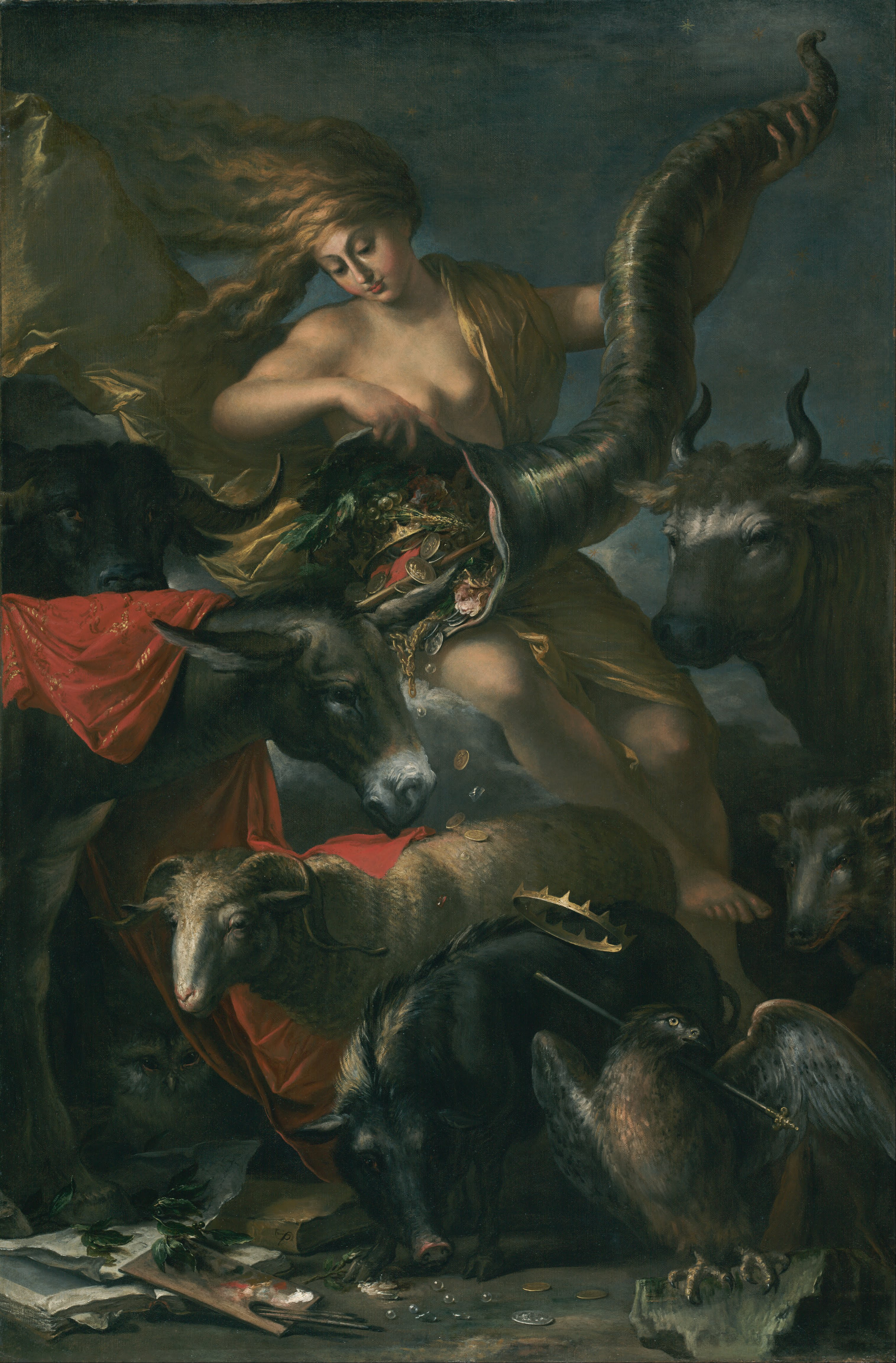
Alegoria da Fortuna, 1658, Louvre

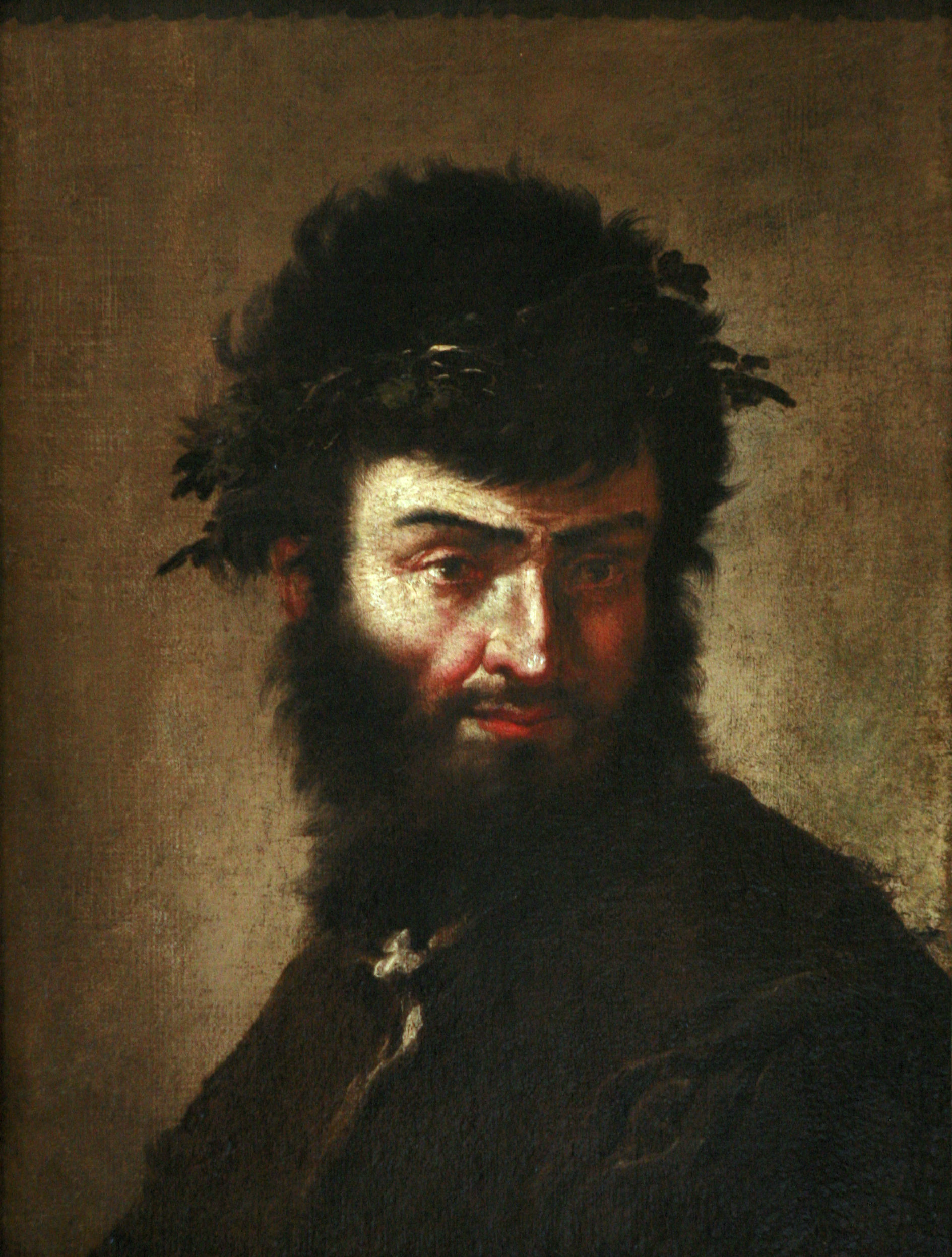
Autorretrato, circa 1645 (Musée des Beaux-Arts de Strasbourg)

Ele continuou aprendendo com Falcone, ajudando-o a completar suas telas de batalha. Nesse estúdio, diz-se que Lanfranco notou seu trabalho e o aconselhou a se mudar para Roma, onde ficou de 1634 a 1636.
Voltando a Nápoles, começou a pintar paisagens assustadoras, cobertas de vegetação, ou praias irregulares, montanhas e cavernas. Rosa foi uma das primeiras pessoas a pintar paisagens "românticas", com especial destaque para cenas de cenas pitorescas, muitas vezes turbulentas e acidentadas, povoadas por pastores, bandidos, marinheiros e soldados. Essas paisagens primitivas foram vendidas a preços baixos por revendedores particulares.
Ele retornou a Roma em 1638-1639, onde foi acolhido pelo cardeal Francesco Maria Brancaccio, bispo de Viterbo. Na Chiesa Santa Maria della Morte, em Viterbo, Rosa pintou seu primeiro e um de seus poucos retábulos, a "Incredulidade de Thomas".
Enquanto Rosa tinha um gênio fácil na pintura, ele seguiu uma grande variedade de artes: música, poesia, escrita, gravura e atuação. Em Roma, ele fez amizade com Pietro Testa e Claude Lorrain. Durante uma peça de carnaval romana, ele escreveu e atuou em uma peça, na qual seu personagem se movimentava sobre Roma distribuindo prescrições satíricas para doenças do corpo e, mais particularmente, da mente. No traje, ele investiu contra as comédias ridículas do Trastevere, sob a direção de Giovanni Lorenzo Bernini.
Embora suas peças tenham sido bem-sucedidas, essa atividade também lhe valeu inimigos poderosos entre clientes e artistas, incluindo o próprio Bernini, em Roma. Por volta de 1640, ele aceitou um convite de Giovanni Carlo de 'Medici] para se mudar para Florença, onde ficou até 1649. Uma vez lá, Rosa patrocinou uma combinação de estúdio e salão de poetas. , dramaturgos e pintores - a chamada Accademia dei Percossi (Academia dos Feridos). Para o meio rígido da arte de Florença, ele apresentou suas telas de paisagens selvagens; embora influente, ele reuniu poucos alunos verdadeiros. Outro poeta pintor, Lorenzo Lippi, compartilhou com Rosa a hospitalidade do cardeal e o mesmo círculo de amigos. Lippi o encorajou a prosseguir com o poema "Il Malmantile Racquistato". Ele também conhecia bem Ugo e Giulio Maffei e foi alojado em Volterra, onde escreveu quatro sátiras '' Música '', '' Poesia '', '' Pintura '', e "Guerra". Na mesma época, ele pintou seu próprio retrato, agora na Galeria Nacional, em Londres.

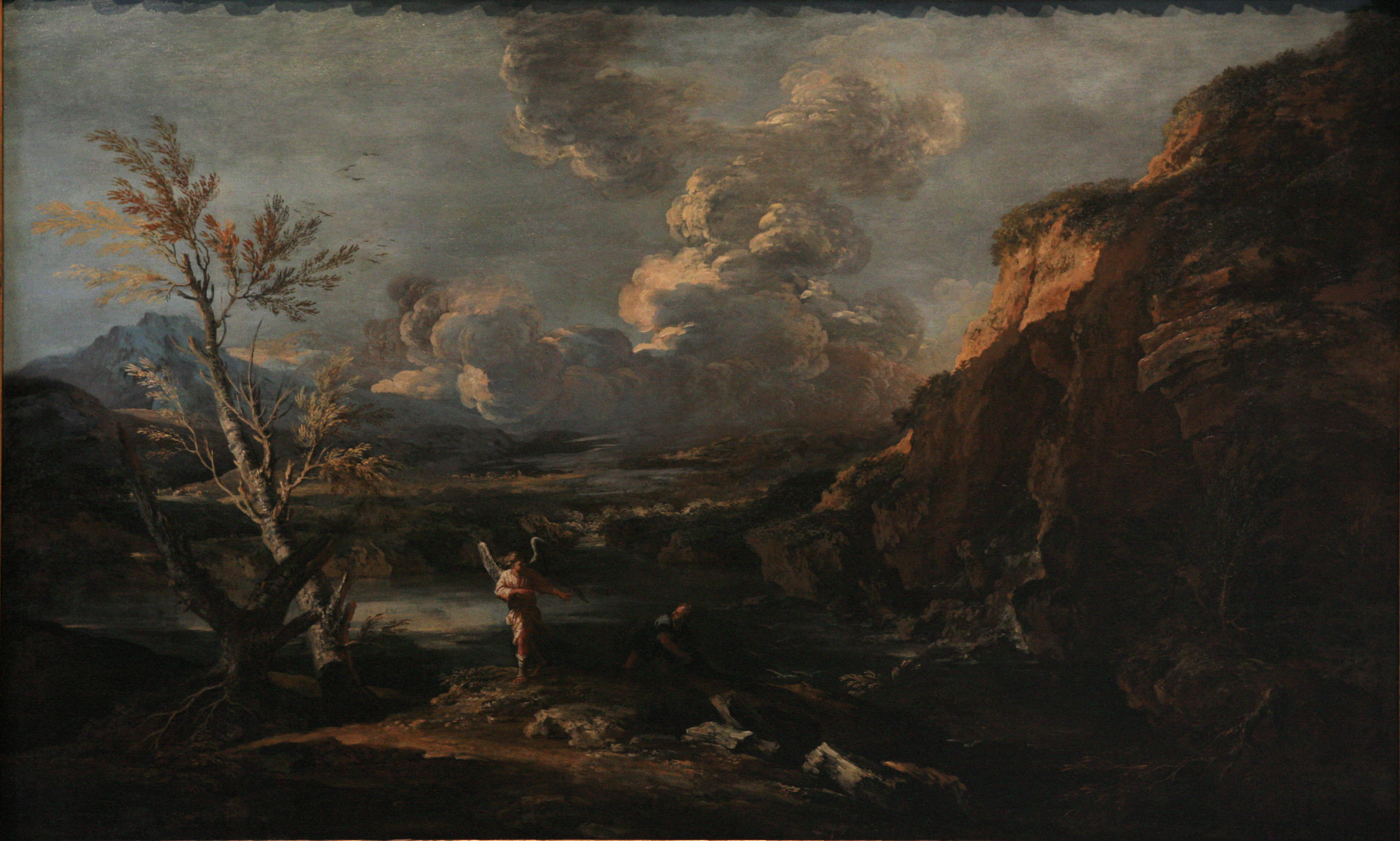
Paisagem, circa 1670 (Musée des Beaux-Arts de Strasbourg)

Uma passagem em uma de suas sátiras sugere que ele simpatizava com a insurreição de 1647 liderada por Masaniello - cujo retrato ele pintou, embora provavelmente não em vida. A arte tempestuosa de Rosa e a reputação de rebelde deram origem a uma lenda popular - relatada em uma biografia de Rosa publicada em 1824 por Sydney, Lady Morgan - de que Rosa viveu com uma gangue de bandidos e participou da revolta em Nápoles contra Coroa espanhola. Embora essas atividades não possam ser convenientemente combinadas com datas conhecidas de sua carreira, em 1846, um famoso balé romântico sobre essa história intitulado Catarina foi produzido em Londres pelo coreógrafo Jules Perrot e compositor Cesare Pugni).

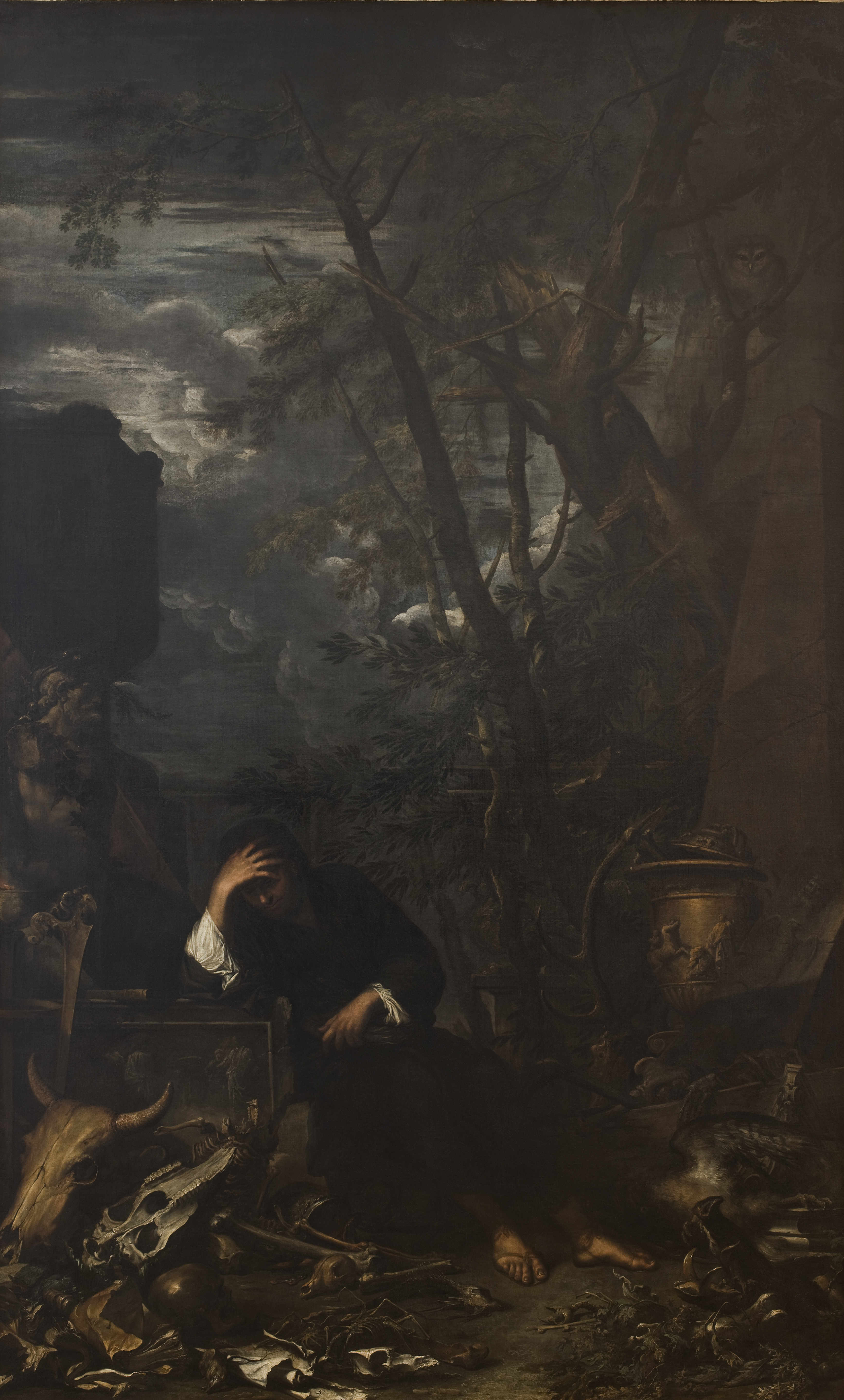
Demócrito.

Ele voltou para ficar em Roma em 1649. Lá, ele se concentrava cada vez mais em pinturas em grande escala, abordando temas e histórias incomuns para os pintores do século XVII. Isso incluía Demócrito entre os túmulos, e A morte de Sócrates e Alegoria da Fortuna. Este último trabalho, com a implicação de que artistas tolos frequentemente recebiam recompensas que não correspondiam ao seu talento, gerou uma tempestade de controvérsias. Rosa, esforçando-se em conciliação, publicou uma descrição de seu significado (provavelmente suavizado um pouco dos fatos reais); no entanto, ele quase foi preso. Foi nessa época que Rosa escreveu sua sátira chamada "Babilônia".
Suas críticas à cultura da arte romana ganharam vários inimigos. Surgiu uma alegação de que suas sátiras publicadas não eram suas, mas Rosa negou veementemente as acusações. Talvez seja possível que os amigos literários de Florença e Volterra o tenham treinado sobre o tema de suas sátiras, enquanto as composições continuaram sendo suas. Para refutar seus detratores, ele escreveu o último da série, intitulado Inveja.
Ele foi um significante, com uma série altamente popular e influente de pequenas gravuras de soldados e vários assuntos maiores e muito ambiciosos.
Entre seus alunos estavam Evangelista Martinotti de Monferrato e seu irmão Francesco. Outro aluno foi Ascanio della Penna de Perugia.

## Legado
O impacto mais duradouro de Rosa foi a influência no romantismo. Como Wittkower afirma, é em suas paisagens, não em seus grandes dramas históricos ou religiosos, que Rosa realmente expressa suas habilidades inovadoras mais graficamente. O próprio Rosa pode tê-los julgado frívolos como "capricci" em comparação com seus outros temas, mas essas telas academicamente convencionais frequentemente restringiam sua veia rebelde. Em geral, nas paisagens, ele evitava a calma idílica e pastoral de Claude Lorrain e Paul Bril, e criava fantasias melancólicas e pensativas, inundadas de ruínas e bandidos. No século XVIII, os contrastes entre Rosa e artistas como Claude eram bastante comentados. Um poema de James Thompson, de 1748, "O Castelo da Indolência", ilustrou o seguinte: "O que a luz de Lorena tocou com uma tonalidade suave / Ou a selvagem Rosa correu, ou aprendeu Poussin desenhou".

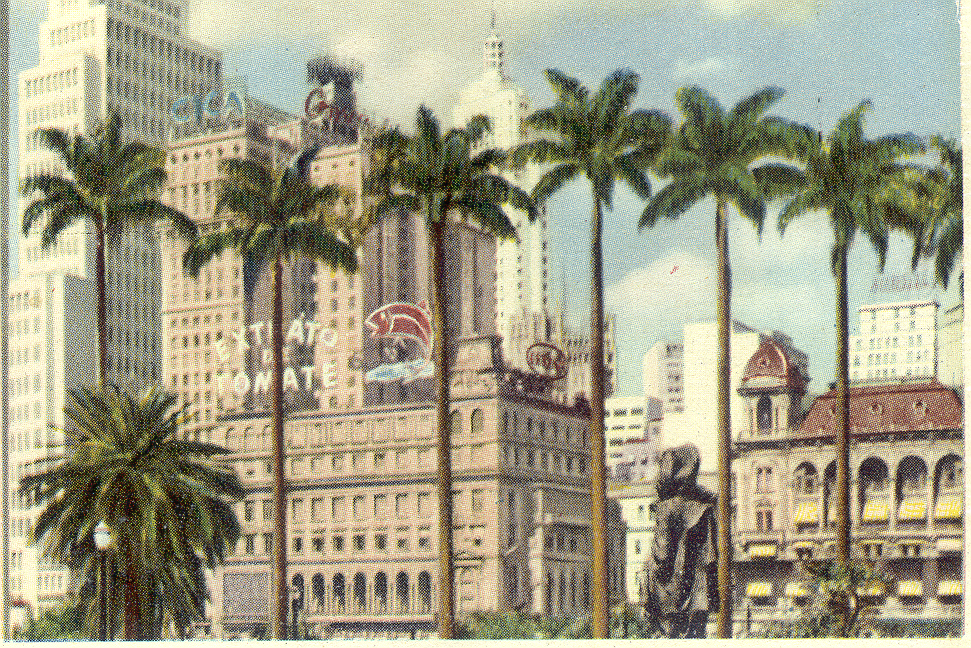
Estátua de Salvator Rosa, no Vale do Anhangabaú, em São Paulo.

Uma exibição recente de Turner, no museu do Prado, em Madri, observa a influência que Rosa teve sobre Turner, em suas paisagens. De fato, é relatado que Turner conscientemente queria estar associado ao trabalho de Rosa. Outra exposição do trabalho de Rosa, realizada na Dulwich Picture Gallery em Londres, em 2010, enfatizou a estranheza da pintura e dos temas de Rosa, mostrando seu entusiasmo por 'bandidos, deserto e magia'.
Numa época em que os artistas costumavam ser altamente constrangidos pelos clientes, Rosa tinha uma sorte de independência, que comemorava o papel especial do artista. "Nossa riqueza deve consistir em coisas do espírito e em nos contentarmos com um gole, enquanto outros se empolgam em prosperidade". Ele se recusou a pintar em comissão ou a acordar um preço de antemão, e escolheu seus próprios assuntos. Nas suas próprias palavras, ele pintou "... puramente para minha própria satisfação. Preciso ser transportado por entusiasmo e só posso usar meus pincéis quando estou em êxtase."

## Homenagens
Há uma estátua a Rosa no Vale do Anhangabaú, em São Paulo.

## Galeria

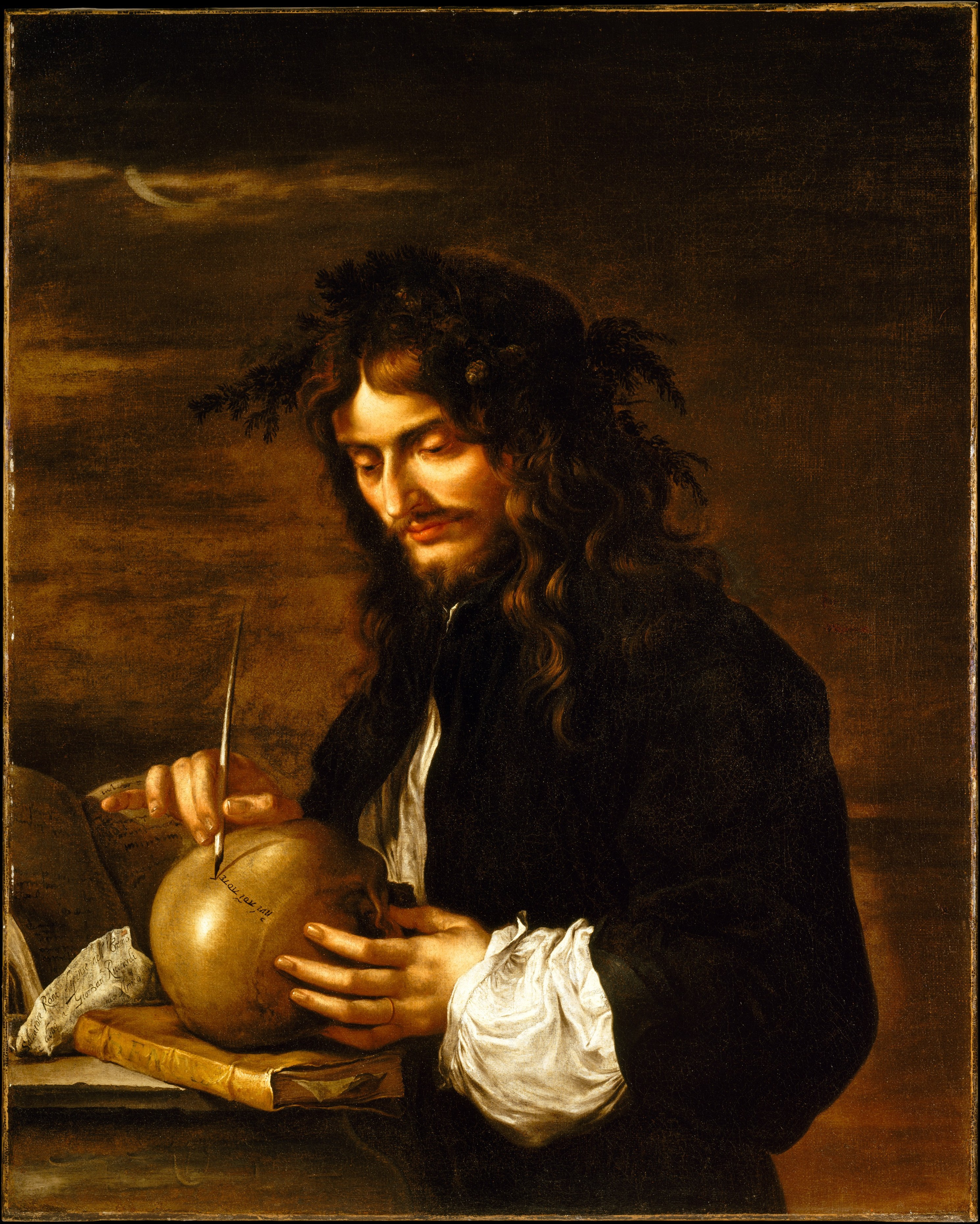
Autorretrato, circa 1647 (The Metropolitan Museum of Art)
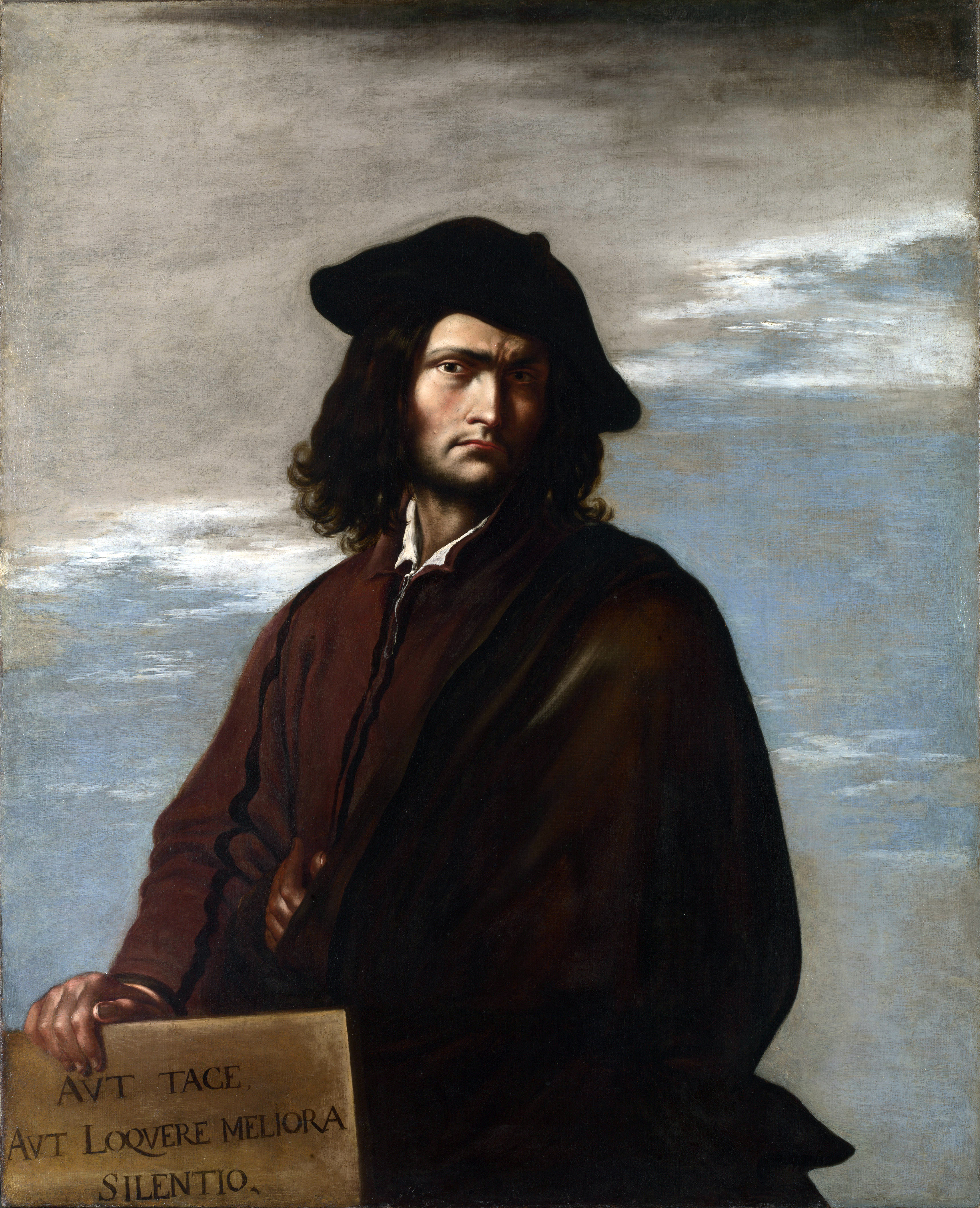
Autorretrato. Na legenda, lê-se: "Cala-te, a menos que tua fala seja melhor que o silêncio".
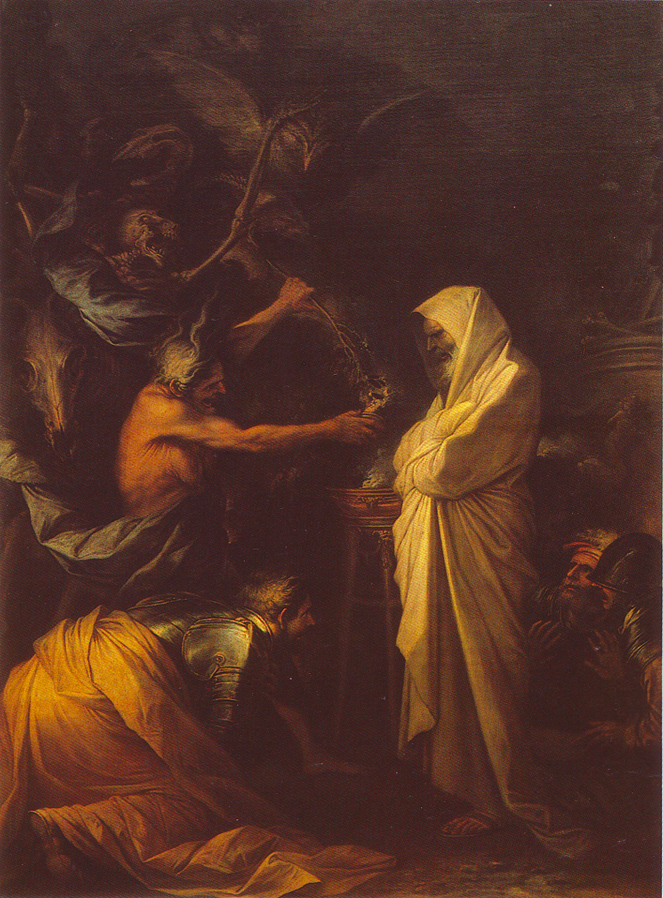
Aparição do espírito de Samuel para Saul (1668).
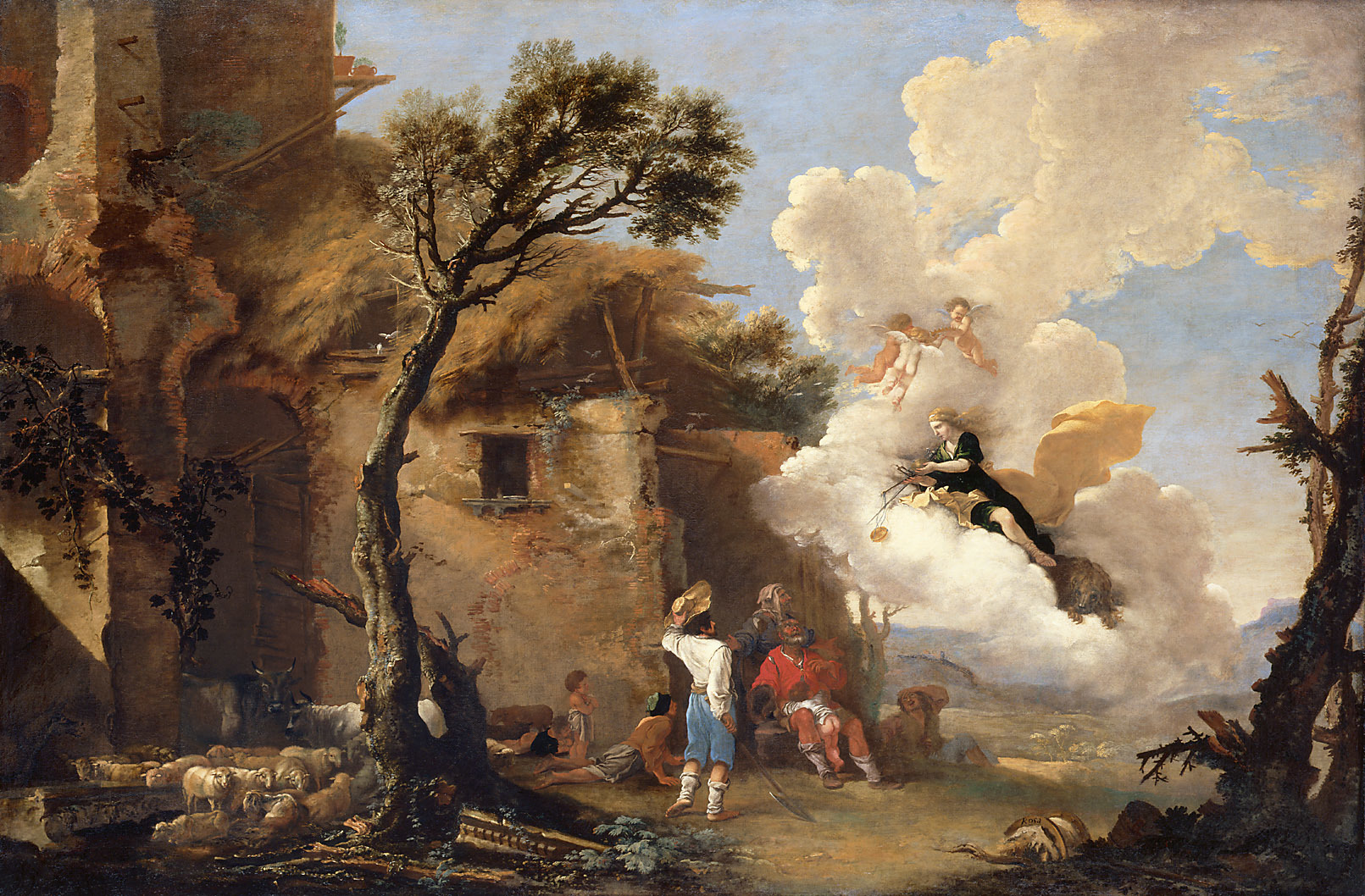
Aparição de Astreia.